# 尚宮
尚宮（サングン、상궁）は、朝鮮王朝の女官の称号のひとつ。内命婦（ネミョンブ、내명부。宮中で王に仕える妃、側室、女官の総称）に属し、位階は正五品（チョンオプム、정오품）で、側室以外の女官では最高位。内人（ナイン。女官自体を指す単語であると同時に尚宮より下位の女官の称）など目下の人々からは「媽媽任」（ママニム、마마님）と呼ばれた。

## 概要
朝鮮時代の女官は至密（지밀、王・王妃・側室などの近くに侍り身の回りの世話などを行う）、針房（침방、王・王妃などの衣装などの縫製）、繍房（수방、宮廷内の刺繍品の製作）、洗手間（세수간、洗濯・手水）、生果房（생과방、果物・菓子類の調理）、内焼厨房（내소주방、「水剌」（王の食事）の調理）、外焼厨房（외소주방、宮廷内の宴会料理の調理）、洗踏房（세답방、洗濯・掃除などの雑務）など職務ごとの部署に分けられて配属されていた。
女官の採用（入宮）は、至密は4-5歳、その他の部署は15歳までに下級女官の「内人」として採用された。至密内人の採用が極端に早いのは、早い時期から宮中に慣れさせ、王族に仕えるのに相応しい教養を身に着けさせるためで、その他の部署は特定の技能を要するため、適性を見極める都合上、至密内人よりは年齢の高い少女が採用された。
一般的に、至密に属する内人は入宮後25年、それ以外の職務に属する内人は入宮後35年を経過すると尚宮に昇格することができた。
朝鮮時代の女官の勤務は建前としては終身制であったが、宮中での長期の療養や死亡することは許されないため、実際には老齢になると実家に帰り余生を送ることになっていた。死去時は、宮中から祭祀料が支給され、喪中の3年間は恩給が遺族に支給された。

## 尚宮の称号
通常、尚宮の称号は所属する部署名を伴っていた。（例：至密に属する尚宮は「至密尚宮」）
しかし、下記のように、特別な職務を受け持った時には職務によって異なる称号が与えられた。
- 提調尚宮（제조상궁）－女官長
- 副提調尚宮（부제조상궁）－副女官長
- 監察尚宮（감찰상궁）－女官の言行を監督
- 待令尚宮（대령상궁）－至密尚宮の一つ。王の左右に常時侍る
- 侍女尚宮（시녀상궁）－至密尚宮の一つ。書籍の管理、文の朗読と筆写
- 保姆尚宮（보모상궁）－保姆内人（王子女の教育に当たる女官）を監督する。王子女の心性に大きい影響を与えると見なされ厳格に選定した
- 本房尚宮（본방상궁）－王妃と世子嬪が実家から連れて来た尚宮
- 特別尚宮（특별상궁）－別名、承恩尚宮（승은상궁）とも言い、国王と同衾したが側室とはされていない女官。「承恩」は国王と同衾したことを意味する。王子女を産んだ場合は尚宮以上の側室に昇格した。

## 尚宮の月給
朝鮮の女官は同じ位階の官吏よりも多く手当てが支給された。基本給以外に下女の費用、食費と衣料費、特別手当もあった。尚宮の場合には、基本給と下女の費用を合わせ、米を25斗5升（150リットル余り）の、豆を5斗（約30リットル）、魚110匹（提調尚宮の場合）から、米を10斗5升（60リットル余り）、豆を5斗（約30リットル）、魚60匹程度であった。（「続大典」によると正一品の高級官僚の場合、月あたり米を38斗（230リットル弱）と豆を20斗（約120リットル）支給されていた。）